# Blumenrohr
Blumenrohr (Canna) ist die einzige Gattung der Pflanzenfamilie der Blumenrohrgewächse (Cannaceae), die zur Ordnung der Ingwerartigen (Zingiberales) innerhalb der Einkeimblättrigen Pflanzen (Monokotyledonen) gehört. Die etwa 10 (bis 20) Arten besitzen eine rein neotropische Verbreitung. Einige Arten sind weltweit in den Tropen verwildert. Es sind viele Sorten entstanden, die als Zierpflanzen für Parks und Gärten verwendet werden.

## Beschreibung und Ökologie

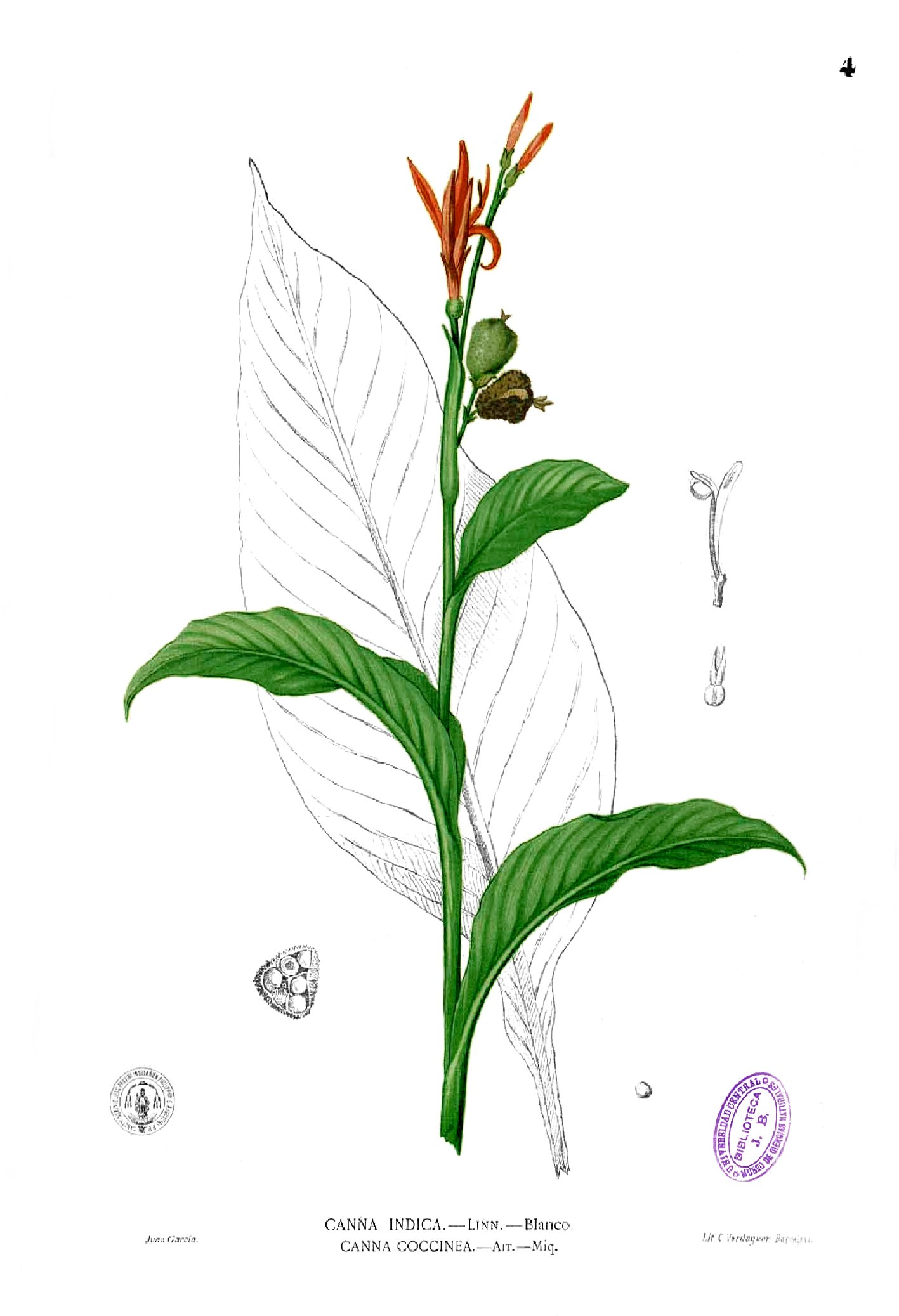
Illustration der Wildform: Indisches Blumenrohr (Canna indica)

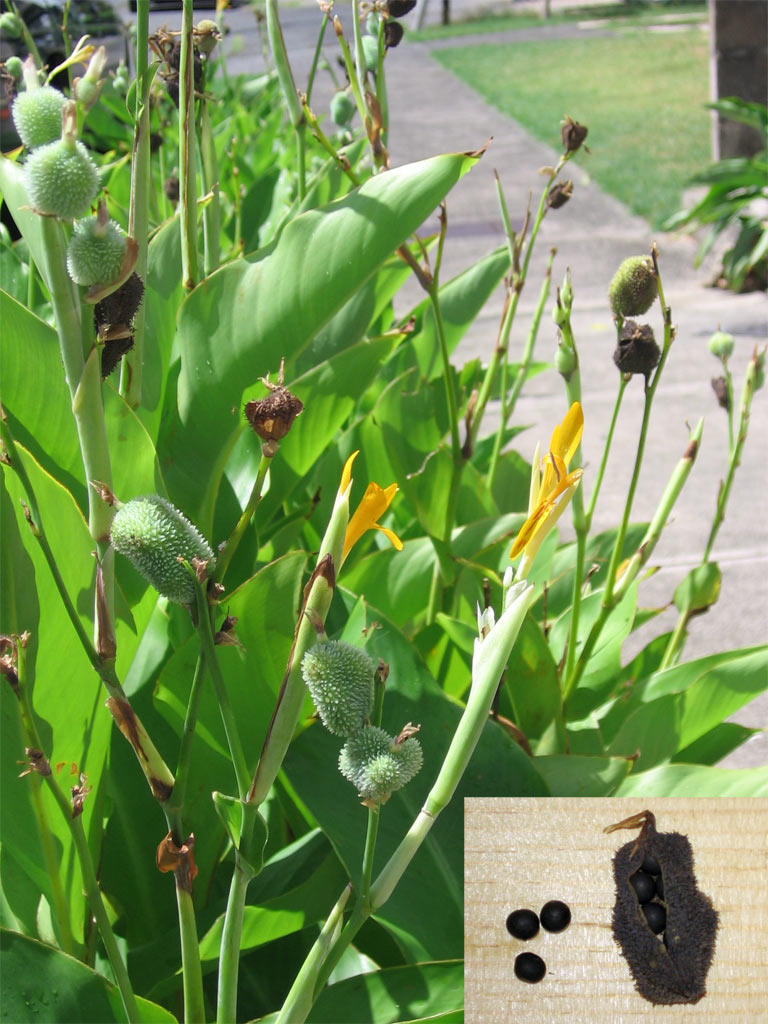
Indisches Blumenrohr (Canna indica): Habitus, Kapselfrüchte und Samen.

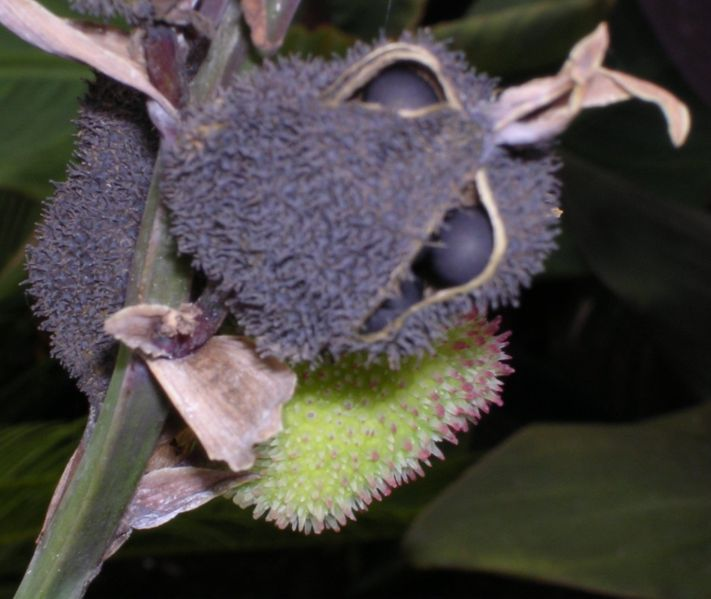
Unreife und reife Canna-Früchte mit ihren weich-stacheligen Oberflächen. In der offenen Frucht sind die kugeligen, schwarzen Samen zu sehen

### Habitus und Laubblätter
Canna-Arten sind ausdauernde krautige Pflanzen mit Rhizomen als Überdauerungsorganen. Sie erreichen, je nach Art, Wuchshöhen von 0,50 und 5 Metern. Sie bilden einen aufrechten, unverzweigten Stängel oder die einander überlappenden Blattscheiden bilden einen „Scheinstamm“. Die wechselständig und schraubig oder zweizeilig angeordneten, sehr großen, einfachen Laubblätter sind gegliedert in Blattscheiden, kurze Blattstiele und Blattspreiten. In der Knospenlage sind sie eingerollt: convolute Vernation. Die parallel verlaufenden Blattadern entspringen der Mittelrippe (nicht typisch für Einkeimblättrige).

### Blütenstände und Blüten
Die auffälligen, endständigen, traubigen oder ährigen Gesamtblütenstände (Infloreszenzen) enthalten viele Blüten oder sind oft aus ein- bis zweiblütigen, monochasialen, zymösen Teilblütenständen zusammengesetzt, mit meist unscheinbaren, kleinen, grünen Hochblättern (Brakteen).
Die zwittrigen, meist großen Blüten sind dreizählig und überraschend asymmetrisch. Die Blütenhüllblätter sind verschieden gestaltet. Die drei freien Kelchblätter sind meist grün und etwas ungleich. Die drei Kronblätter sind meist auffällig gefärbt. Sie sind mit dem halbfertilen Staubblatt und den Staminodien „am Grunde zu einer gedrehten Röhre verwachsen“. Es sind zwei Kreise mit je ursprünglich drei Staubblättern vorhanden, aber pro Blüte gibt es nur ein nur einseitig fertiles Staubblatt: einen kronblattähnlichen Staubfaden mit einem halben Staubbeutel. Die anderen sind zu kronblattähnlichen Staminodien umgebildet; eines der inneren Staminodien ist zurückgebogen und bildet ein Labellum. Bei einigen Arten fehlt ein Staminodium. Die Kronblätter und Staminodien sind meist gelb bis rot.
Die drei Fruchtblätter sind zu einem unterständigen (synkarpen) Fruchtknoten verwachsen, der eine weich-stachelige Oberfläche besitzt und viele zentralwinkelständige Samenanlagen enthält. Der Griffel ist kronblattähnlich abgeflacht. Der Pollen wird auf der abaxialen (achsfernen) Fläche des Griffels deponiert. Der Bestäubungsmechanismus ist sehr spezialisiert; die Bestäubung erfolgt durch Insekten (Entomophilie). Die Bestäuber-Insekten nehmen den Pollen vom kronblattartig abgeflachten Griffel aus auf.

### Früchte und Samen
Die dreikammerigen Kapselfrüchte besitzen eine weichstachelig-warzige Oberfläche und enthalten 5 bis 25 (selten bis zu 75) Samen. Die hartschaligen, kugeligen Samen mit hartem Endosperm sind mittel- bis dunkelbraun und haben einen Durchmesser von etwa 4 bis 10 mm.
Die Samen bewahren sehr lange ihre Keimfähigkeit. Das wird damit erklärt, dass sie einer Sklereide entsprechend aufgebaut sind und eine äußere Schicht malpighischer Zellen mit einem hydrophoben und einem hydrophilen Anteil tragen. Der hydrophobe Teil ist hauptsächlich für die Abdichtung des Saatguts verantwortlich und enthält Kieselsäuren, Callose und Lignin als wasserabweisende Substanzen. Wasser kann erst nach einer bestimmten temperaturbedingten Öffnung eines Imbibitions-Deckels in das Saatgut gelangen. Während der Imbibition schwillt der hydrophile Teil der malpighischen Zellen an und die Samenhülle reißt aufgrund von Druckunterschieden im oberen und unteren Teil der malpighischen Zellen.
Es gibt Berichte, dass die Samen etwa 600 Jahre keimfähig bleiben. Der Embryo ist gerade.

### Chromosomensätze und Inhaltsstoffe
Die Chromosomengrundzahl beträgt x = 9. An Inhaltsstoffen sind zu nennen: Proanthocyanidine, Cyanidin, Flavonoide (Kaempferol und Quercetin).

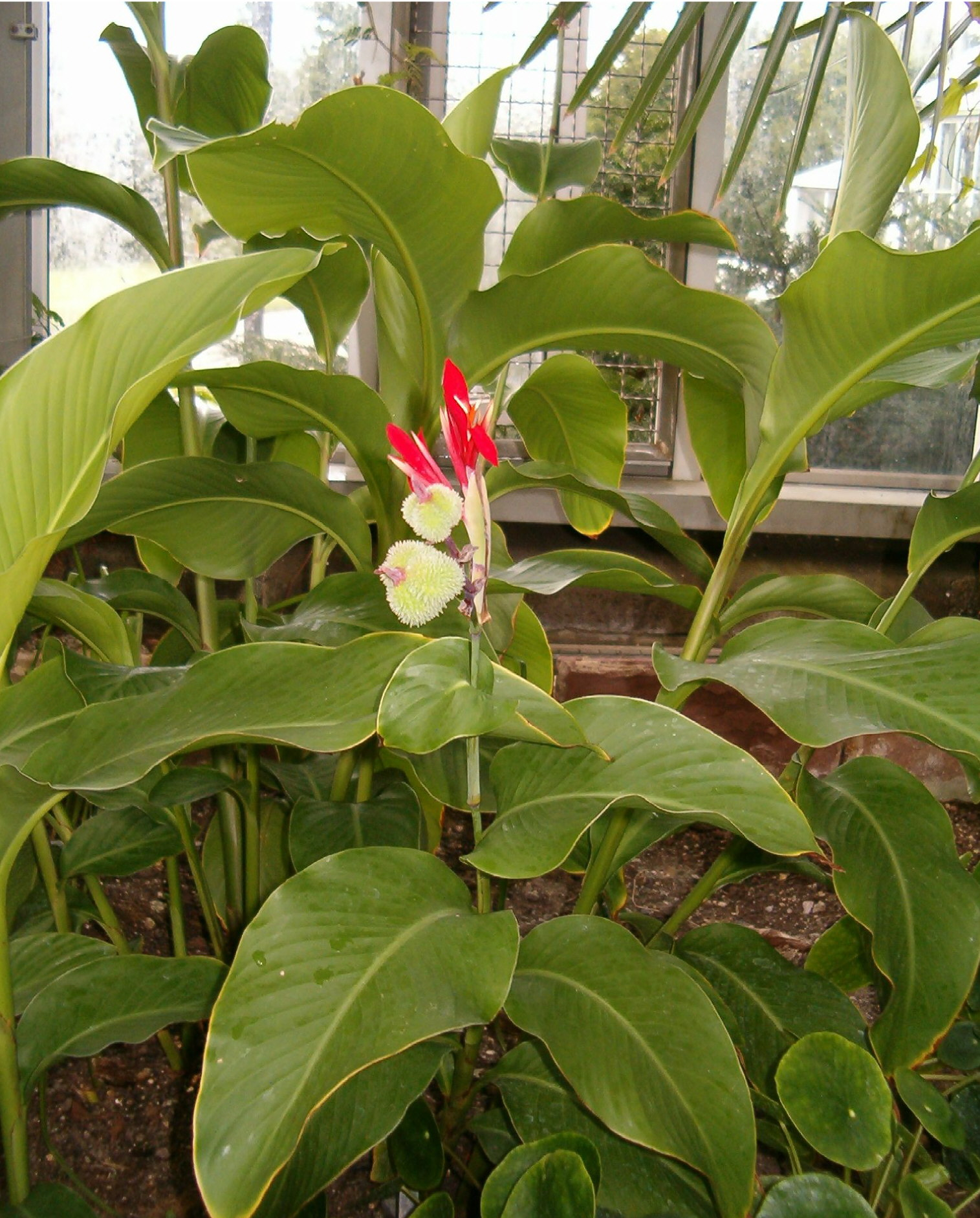
Canna indica, Syn.: Canna indica var. warszewiczii (A.Dietr.) Nob.Tanaka

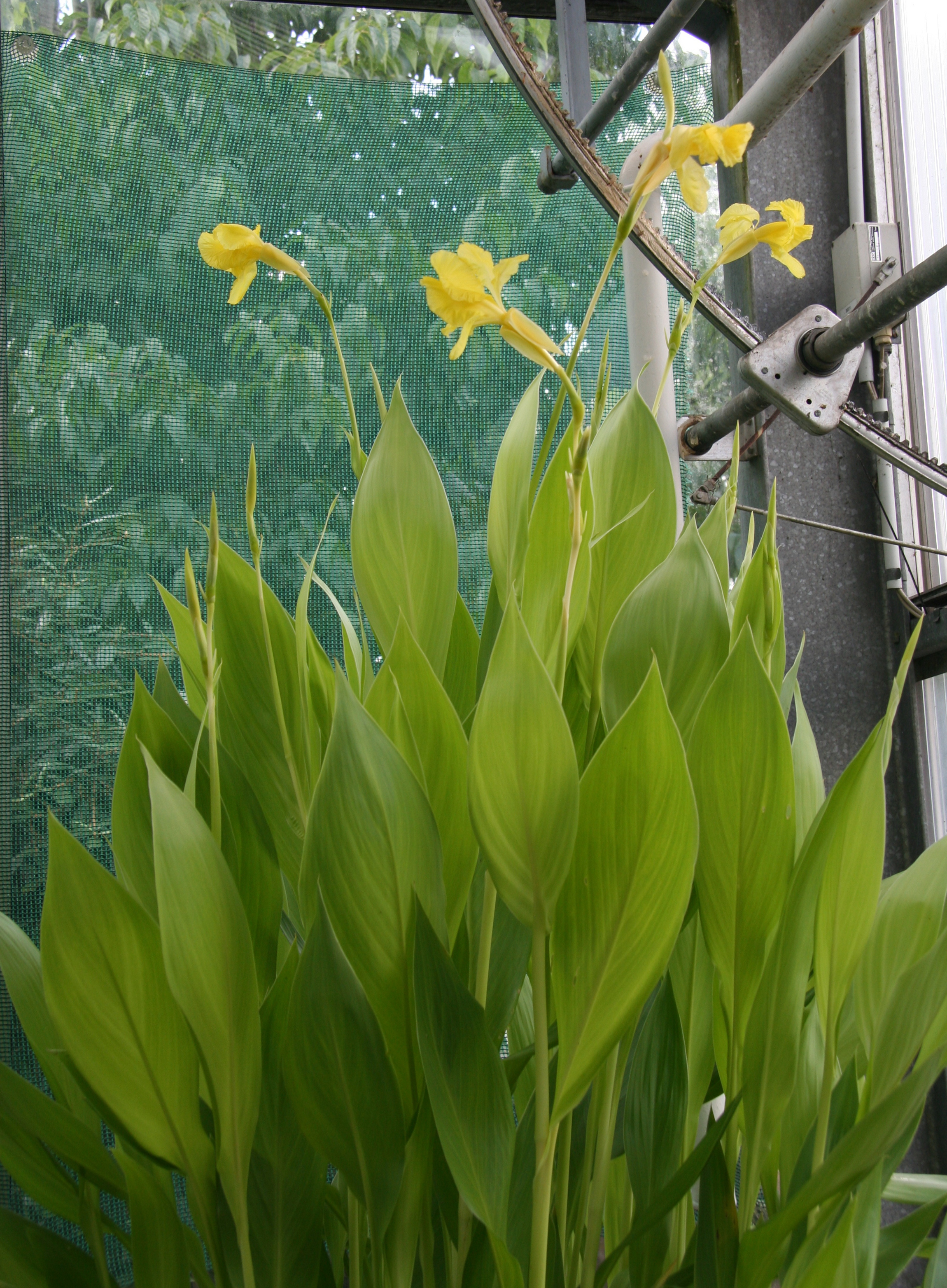
Habitus, Laubblätter und Blütenstände von Canna flaccida

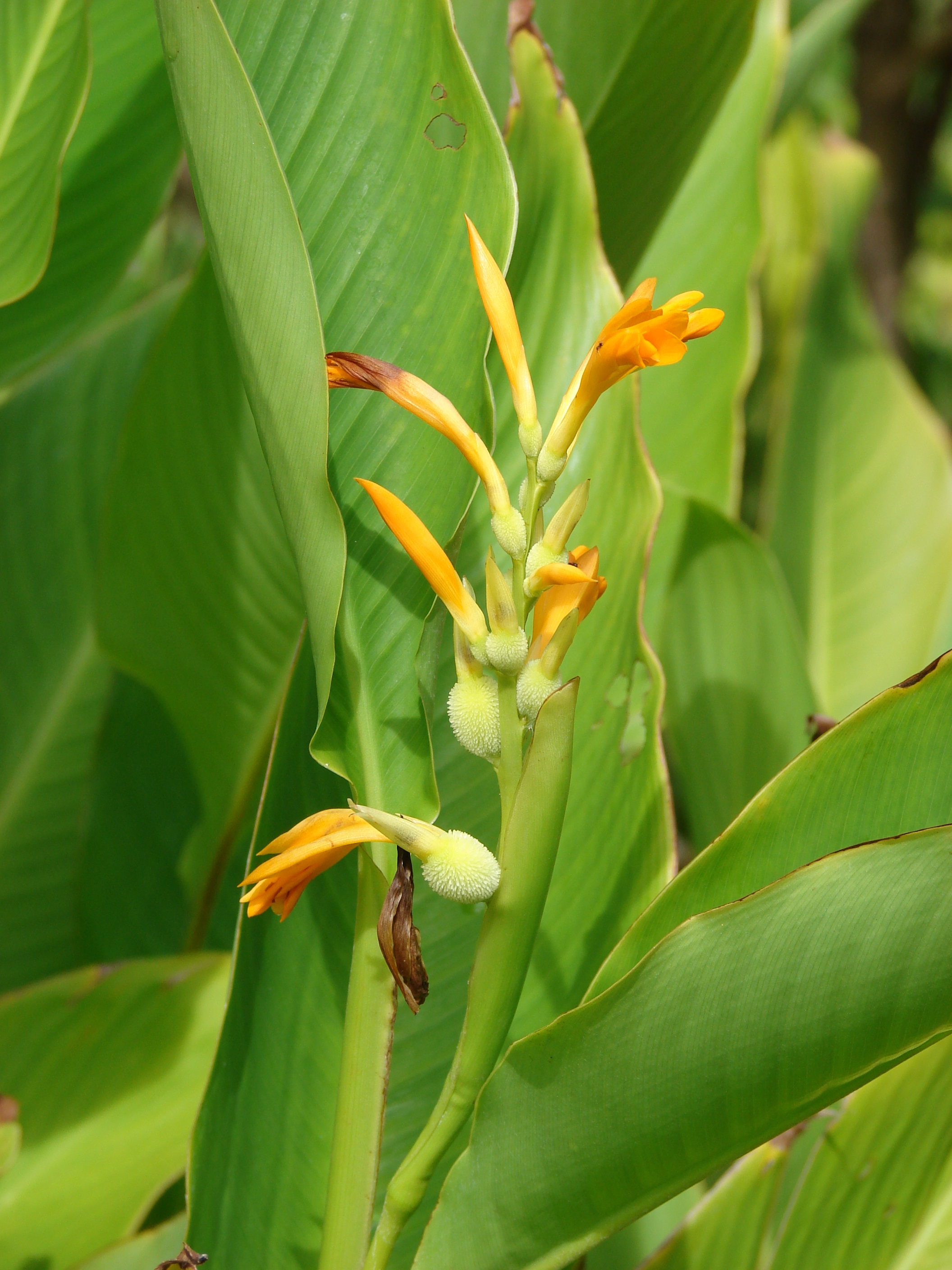
Canna jaegeriana

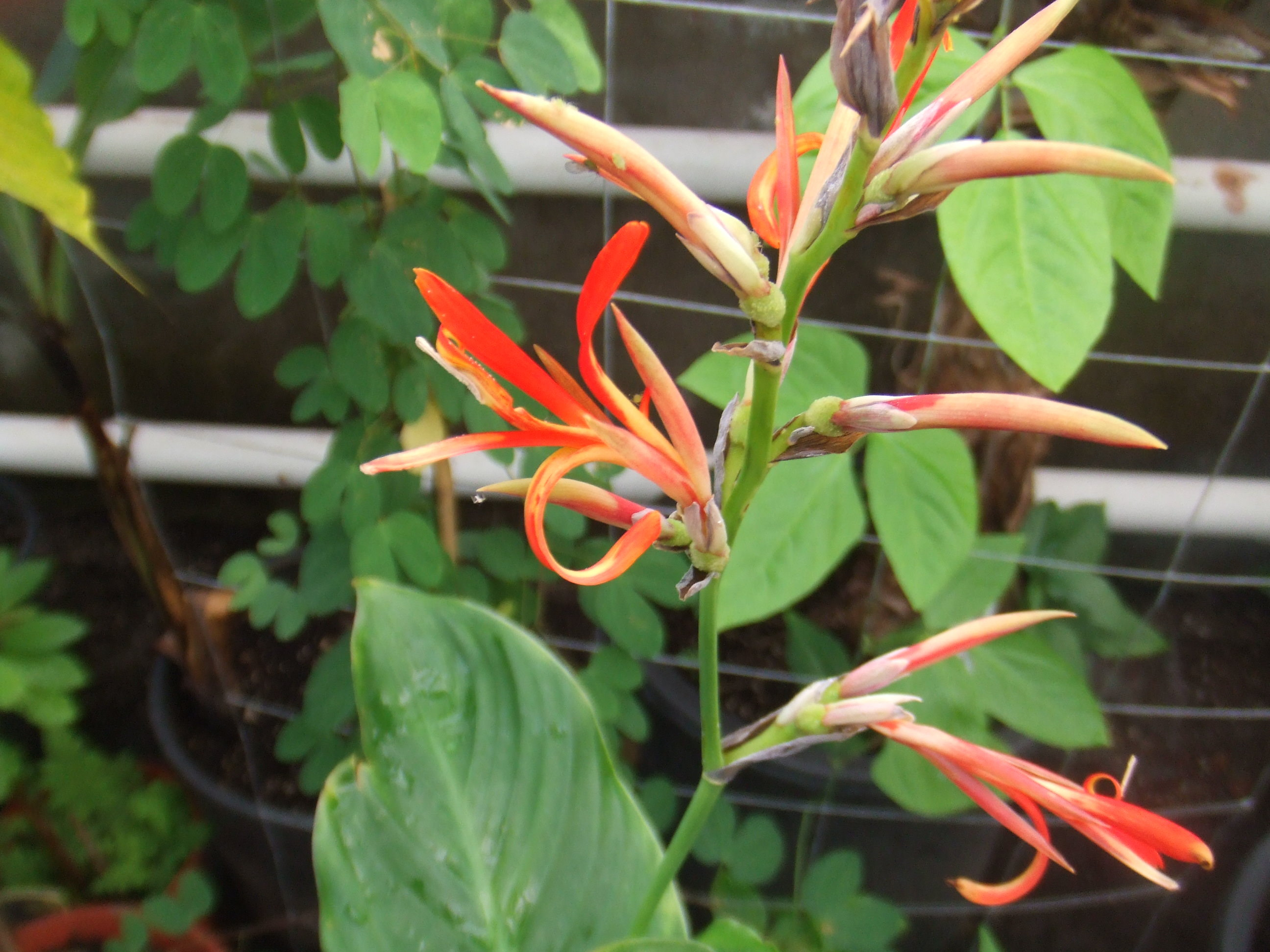
Ausschnitt des Blütenstandes von Canna paniculata

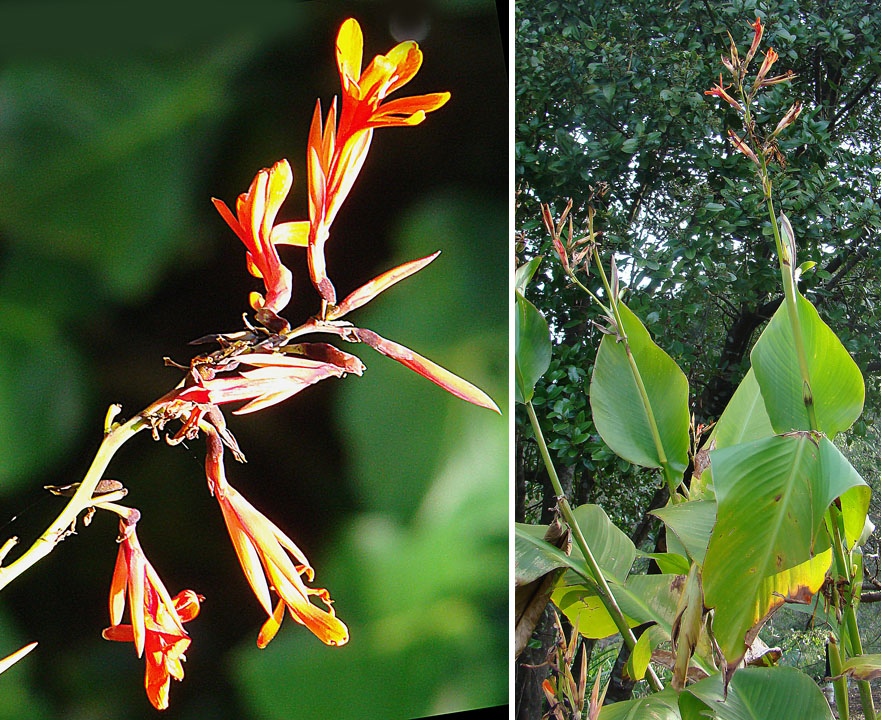
Habitus, Laubblätter und Blütenstand von Canna tuerckheimii

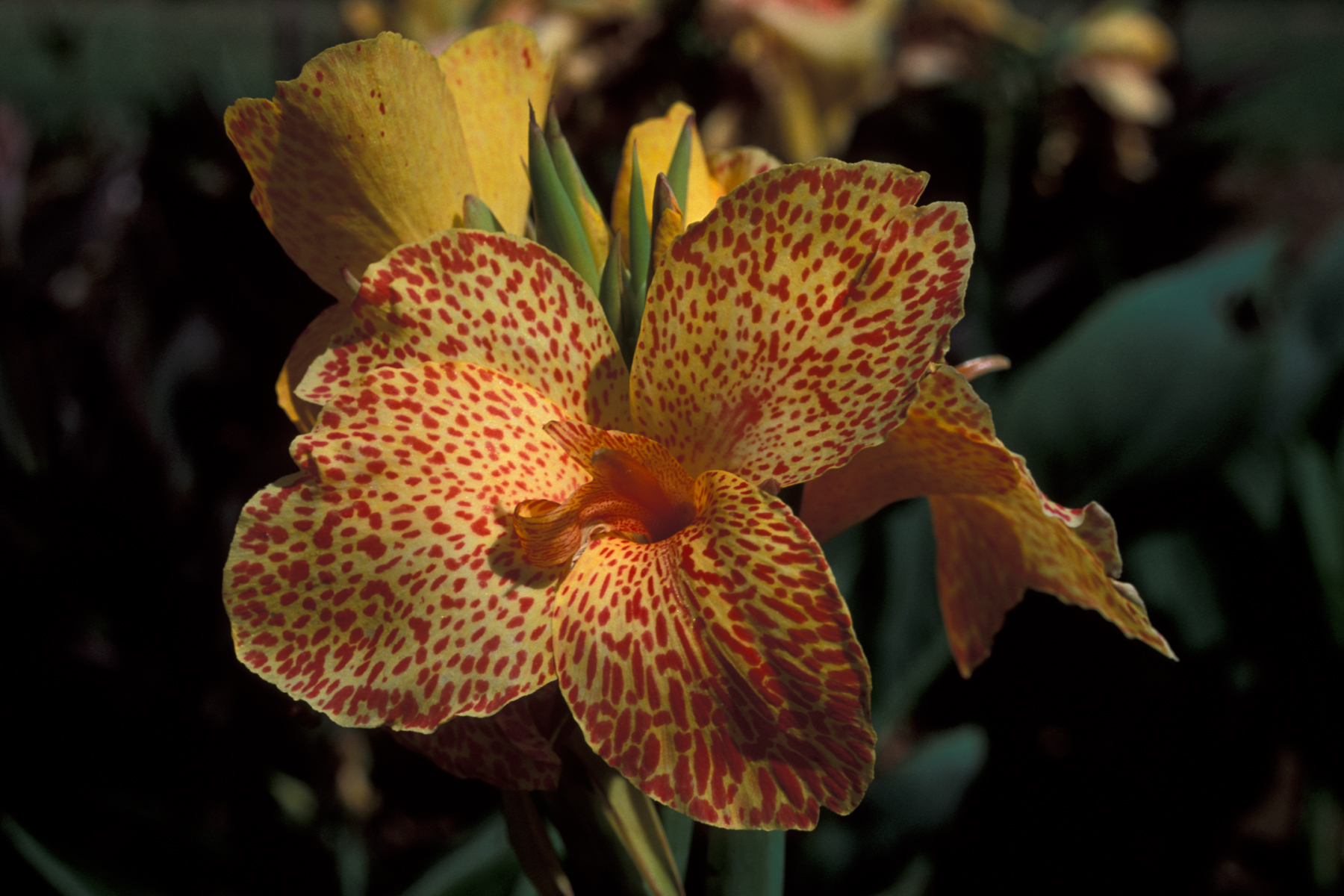
Canna ×generalis

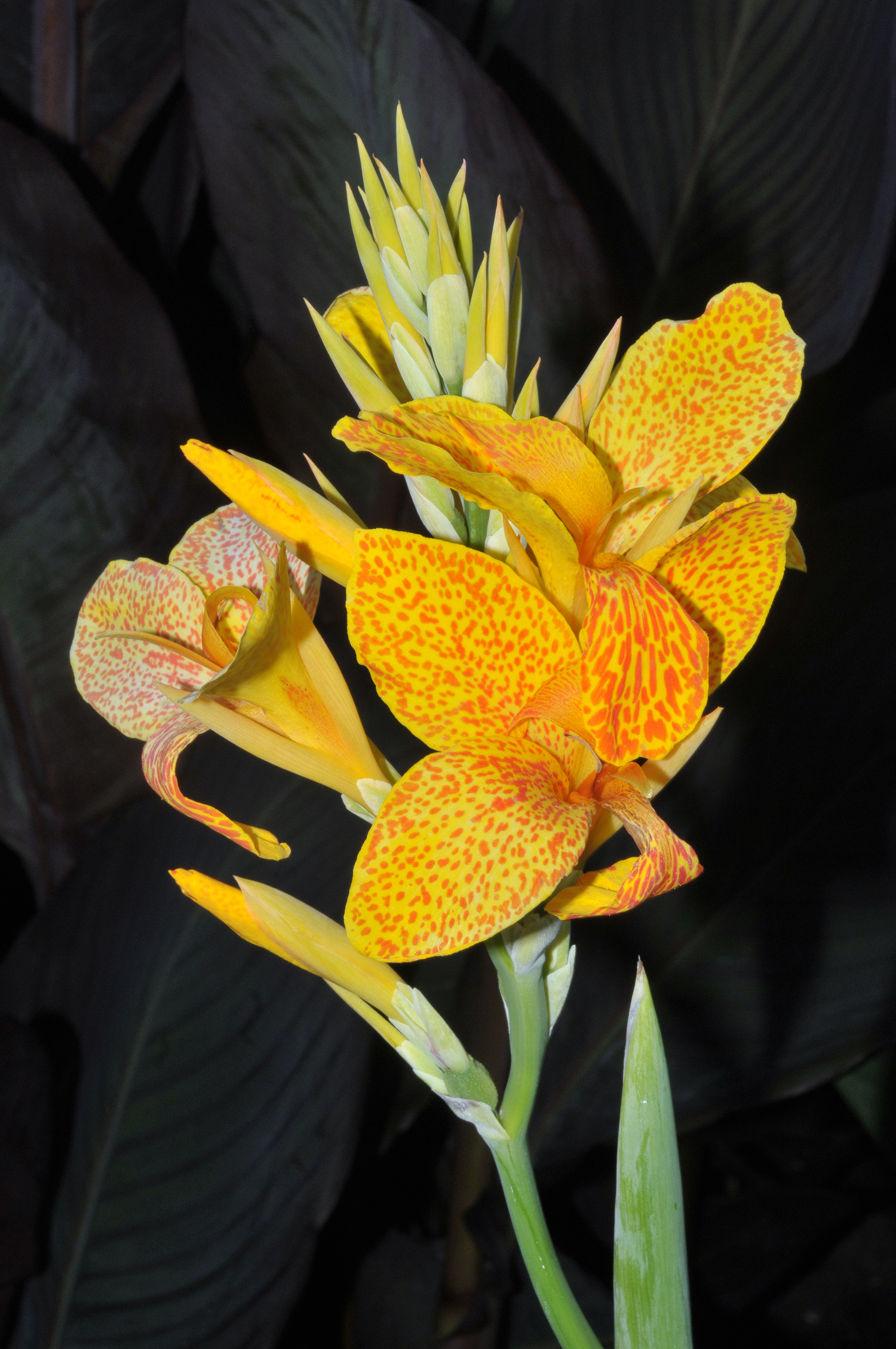
Die Sorte 'Golden Gate'

## Systematik und Verbreitung
Die Gattung Canna wurde oft in die Familie der Marantaceae eingeordnet und sind mit dieser auch am nächsten verwandt innerhalb der Ordnung der Ingwerartigen (Zingiberales). Heute bildet sie eine eigene Familie Cannaceae. Die Familie Cannaceae wurde 1789 durch Antoine Laurent de Jussieu in Genera Plantarum, S. 62 unter dem Namen „Cannae“ aufgestellt.
Die Erstveröffentlichung der Gattung Canna erfolgte bereits 1753 durch Carl von Linné in Species Plantarum, 1, S. 1. Als Lectotypus wurde Canna indica L. durch Nathaniel Lord Britton in Flora of Bermuda, 1918, S. 86 festgelegt. Synonyme für Canna L. sind Achirida Horan., Cannacorus Medik. ex Mill., Katubala Adans., Xiphostylis Raf., Distemon Bouché, Eurystylus Bouché. Der Gattungsname Canna ist vom lateinischen Wort canna für Rohr abgeleitet.
Das weite natürliche Verbreitungsgebiet der Gattung Canna sind die subtropischen bis tropischen Gebiete der Neuen Welt (Neotropis). Canna-Arten gedeihen in Höhenlagen vom Meeresniveau bis zu Berghängen unterhalb 3000 Metern.
Neuere Bearbeitungen der Gattung Canna reduzieren die Anzahl der Arten von ursprünglich etwa 100 auf unter 50 und Paulus Johannes Maria Maas 1985; P. J. M. Maas & H. Maas 1988 reduzierten die Zahl auf 10 Arten; die Artenzahl war wieder auf 20 angestiegen, besonders nach der Revision von Nobuyuki Tanaka und Neubeschreibungen, aber durch de Kamer & P. J. M. Maas 2008 ist sie wieder gesunken, weil einige dieser neubeschriebene Arten doch nur Synonyme sind.
Hier eine Liste der akzeptierten Arten (Stand 2018):
- Canna bangii Kraenzl.: Sie ist in Peru und Bolivien verbreitet.
- Canna flaccida Salisb. (Syn.: Canna glauca var. flaccida (Salisb.) Willd., Canna glauca var. flava (Michx. ex Lam.) Willd., Canna flava Michx. ex Lam. nom. subnud., Canna flaccida Roscoe nom. illeg., Canna reevesii Lindl.): Sie hat eine weite Verbreitung von den südöstlichen USA über Zentralamerika bis zu den Karibischen Inseln.
- Canna glauca L. (Syn.: Canna angustifolia L., Canna lancifolia Schrank, Canna pedicellata C.Presl, Canna lanceolata Lodd. ex Loudon nom. nud., Canna liturata Link ex A.Dietr., Canna mexicana A.Dietr., Canna stricta Bouché, Canna stolonifera D.Dietr., Canna fintelmannii Bouché, Canna longifolia Bouché, Canna schlechtendaliana Bouché, Canna annaei André, Canna annaei nana André, Canna rubrolutea (Hook.) Chaté, Canna siamensis Kraenzl., Canna hassleriana Kraenzl., Canna jacobiniflora T.Koyama & Nob.Tanaka, Canna stenantha Nob.Tanaka, Canna rufa (Sims) Chaté, Canna glauca var. rufa Sims, Canna glauca var. rubrolutea Hook., Canna glauca var. annaei (André) Regel, Canna glauca var. angusta J.W.Richardson, Canna glauca var. siamensis (Kraenzl.) Nob.Tanaka): Sie hat eine weite Verbreitung in der gesamten Neotropis, ihr nördlichstes Vorkommen befindet sich in North Carolina.
- Indisches Blumenrohr, Achira oder Essbare Canna (Canna indica L., Syn.: Canna coccinea Mill., Canna lutea Mill., Canna juncea Retz., Canna patens (Aiton) Roscoe, Canna chinensis Willd. nom. superfl., Canna rubra Willd. nom. superfl., Canna variegata Besser, Canna textoria Noronha nom. nud., Canna ellipticifolia var. coccinea (Mill.) Stokes, Canna ellipticifolia var. lutea (Mill.) Stokes, Canna ellipticifolia var. patens (Aiton) Stokes, Canna ellipticifolia var. rubra Stokes, Canna speciosa Hegetschw. nom. superfl., Canna thyrsiflora Hegetschw. nom. superfl., Canna bifida Roem. & Schult., Canna crocea Roem. & Schult., Canna lambertii Lindl. ex Ker Gawl., Canna aureovittata G.Lodd., Canna rubricaulis Link, Canna speciosa Roscoe ex Sims nom. illeg., Canna platyphylla Nees & Mart., Canna compacta Roscoe, Canna edulis Ker Gawl., Canna occidentalis Ker Gawl., Canna pallida Roscoe, Canna aurantiaca Roscoe, Canna carnea Roscoe, Canna orientalis Roscoe nom. superfl., Canna brasiliensis Roscoe ex Spreng., Canna lanuginosa Roscoe, Canna limbata Roscoe nom. superfl., Canna montana Blume, Canna maxima Lodd. ex Roscoe nom. inval., Canna pruinosa Hoffmanns., Canna discolor Lindl., Canna flavescens Link, Canna maculata (Hook.) Link, Canna achiras Gillies ex D.Don, Canna esculenta Loudon nom. inval., Canna lagunensis Lindl., Canna tenuiflora Bouché ex A.Dietr., Canna barbadica Bouché nom. nud., Canna commutata Bouché, Canna ehrenbergii Bouché, Canna heliconiifolia Bouché, Canna humilis Bouché, Canna leptochila Bouché, Canna nepalensis Bouché, Canna orientalis Bouché nom. illeg., Canna polymorpha Bouché, Canna roscoeana Bouché nom. superfl., Canna sanguinea Bouché pro syn., Canna sellowii Bouché, Canna sulphurea Bouché pro syn., Canna xalapensis Bouché, Canna altensteinii Bouché, Canna poeppigii Bouché, Canna portoricensis Bouché, Canna pentaphylla D.Dietr. orth. var., Canna pulchra Hassk., Canna cinnabarina Bouché, Canna concinna Bouché, Canna densifolia Bouché, Canna exigua Bouché, Canna floribunda Bouché, Canna formosa Bouché, Canna fulgida Bouché, Canna laeta Bouché, Canna moritziana Bouché, Canna recurvata Bouché, Canna spectabilis Bouché, Canna surinamensis Bouché, Canna variegata Bouché nom. illeg., Canna ventricosa Bouché, Canna sanguinea Warsz. ex Otto & A.Dietr., Canna saturate-rubra Bouché ex K.Koch, Canna tinei Tod. nom. subnud., Canna bidentata Bertol., Canna eximia Bouché ex Horan., Canna macrophylla Horan., Canna pulchra Bouché ex Horan., Canna rotundifolia André, Canna schubertii Horan., Canna polyclada Wawra, Canna atronigricans André, Canna aurantiaca splendida Année ex André, Canna expansa Année ex André, Canna houlletii André, Canna lavallei André, Canna liervalii André, Canna limbata var. hybrida Année ex André, Canna musifolia-edulis André, Canna musifolia-hybrida Année ex André, Canna peruviana Année ex André, Canna porteana André, Canna robusta Année ex André, Canna van-houttei Lierv. ex André, Canna zebrina Année ex André, Canna zebrina nana André, Canna caledonis-peltata Chaté, Canna gaboniensis Chaté, Canna musifolia Année ex Chaté, Canna peruviana-purpurea Année ex Chaté, Canna peruviana-robusta Année ex Chaté, Canna peruviana-spectabilis Année ex Chaté, Canna texensis Regel, Canna musifolia sanguinea Hend. & Andr.Hend., Canna purpurea-spectabilis Rob., Canna denudata var. grandis Petersen, Canna patens var. limbata (Regel) Baker, Canna cearensis Huber, Canna coccinea var. bicolor Kraenzl., Canna coccinea var. concolor Regel, Canna coccinea var. floribunda (Bouché) Regel, Canna coccinea var. limbata Regel, Canna sanctae-rosae Kraenzl., Canna seleriana Kraenzl., Canna lutea Larrañaga nom. illeg., Canna variegatifolia Ciciar., Canna amabilis T.Koyama & Nob.Tanaka, Canna plurituberosa T.Koyama & Nob.Tanaka, Canna warszewiczii A.Dietr. nom. superfl., Canna warszewiczii var. flameus Ram.Goyena, Canna indica var. maculata Hook., Canna indica var. saturaterubra Regel, Canna indica var. edwardsii Regel, Canna indica var. karsteniana Regel, Canna indica var. variegata Regel, Canna indica subsp. orientalis Baker, Canna indica var. limbata (Regel) Petersen, Canna indica var. flava (Roscoe) Baker, Canna indica var. nepalensis (Bouché) Baker, Canna indica var. orientalis Baker nom. superfl., Canna indica var. speciosa Baker nom. superfl., Canna indica var. sanctae-rosae (Kraenzl.) Nob.Tanaka, Canna indica var. coccinea (Mill.) Aiton, Canna indica var. lutea (Mill.) Aiton, Canna indica var. patens Aiton, Canna indica var. rubra Aiton, Canna indica var. warszewiczii Nob.Tanaka, Makinoa, Canna indica var. warszewiczii Nob.Tanaka, Canna ascendens Ciciar., Canna fuchsina Ciciar.): Die ursprüngliche Verbreitung reicht von Mexiko bis Zentralamerika. Sie wird als Zier- und Nahrungspflanze weltweit angepflanzt und ist in vielen frostfreien Gebieten der Welt verwildert. Beachte die in vieler Literatur als Canna edulis Ker Gawl. geführte Art ist nur noch ein Synonym von Canna indica L., siehe N. Tanaka 2001;[10]. Es gibt keine Varietäten mehr.
- Irisblütiges Blumenrohr (Canna iridiflora Ruiz & Pav.): Sie kommt in Peru vor.
- Canna jaegeriana Urban (Syn: Canna leucocarpa Bouché, Canna domingensis Urb., Canna pertusa Urb.): Das Verbreitungsgebiet reicht von den karibischen Inseln Hispaniola bis Puerto Rico bis ins nördliche Südamerika.
- Canna liliiflora Warsc. ex Planch. (Syn.: Canna brittonii Rusby): Sie ist von Bolivien bis ins südöstlichen Peru verbreitet.
- Canna lineata Ciciar.: Die 2014 erstbeschriebene Art kommt im nordöstlichen Argentinien vor.[12]
- Canna paniculata Ruiz & Pav. (Syn.: Canna excelsa G.Lodd., Canna denudata Roscoe, Canna linkii Bouché, Canna miniata Bouché, Canna jacquinii Bouché, Canna neglecta Steud., Canna tubiflora Regel nom. nud., Canna kunzei (Bouché) Kraenzl., Canna meridensis Kraenzl., Canna ottonis (Bouché) Kraenzl., Canna amambayensis Kraenzl., Canna confusa J.W.Richardson & L.B.Sm., Canna paniculata var. glabra Regel): Sie ist vom südlichen Mexiko bis ins tropische Südamerika verbreitet.
- Canna pedunculata Sims (Syn.: Canna buekii Weinm., Canna reflexa Nees ex D.Dietr.): Sie ist im südöstlichen und südlichen Brasilien verbreitet.
- Canna tandilensis Ciciar.: Die 2015 erstbeschriebene Art kommt in Argentinien vor.[12]
- Canna tuerckheimii Kraenzl. (Syn.: Canna latifolia Mill. nom. rej., Canna gigantea Desf. ex Redouté, Canna iridiflora Willd. nom. illeg., Canna neglecta Weinm. nom. rej., Canna gemella Nees & Mart., Canna sylvestris Roscoe nom. rej., Canna coccinea var. sylvestris (Roscoe) Regel, Canna violacea Bouché, Canna curviflora Horan., Canna anahuacensis Kraenzl., Canna tulianensis Nob.Tanaka): Sie hat eine weite Verbreitung von Mexiko bis Ecuador und Bolivien.

In Kultur entstanden Hybriden (Canna ×generalis L.H.Bailey & E.Z. Bailey, Syn.: Canna ×orchiodes L.H.Bailey) aus mehreren Arten.

## Nutzung

### Herkunft
Die als Zier- und Nahrungspflanze wichtigste Art heißt Indisches Blumenrohr (Canna indica). Der Name kommt durch den Irrtum des Entdeckers von „West-Indien“ (Westindische Inseln) zustande.

### Nahrung
Vor allem das Indische Blumenrohr, auch Achira oder Essbare Canna wird zur Produktion von Nahrungsmitteln in den Anden (Peru und Ecuador) und in Asien (Vietnam und südliches China) angebaut. Canna-Rhizome sind essbar und reich an Stärke. Die Rhizome können sehr faserreich sein und müssen stundenlang gekocht werden, damit sie weich genug sind für ein Essen. Ihr Geschmack ähnelt dem von Süßkartoffeln. In Asien wird die Stärke zur Produktion von Glasnudeln verwendet. Es wird ein alkoholisches Getränk hergestellt.

### Zierpflanze
Die Gattung wurde bereits um 1570 in Europa als Zierpflanze eingeführt. Seit etwa 200 Jahren wird intensiv gekreuzt und so entstanden bis heute etwa 1000 eingetragene Sorten.
Canna-Hybriden können als Kübelpflanzen oder ausgepflanzt kultiviert werden. Die Canna-Longwood-Hybriden werden als Sumpfpflanzen in Teichanlagen gepflegt.
Die Rhizome werden kühl (frostfrei) und dunkel überwintert. Nach den letzten Frösten werden sie ins Freie gepflanzt. Vorgetriebene Pflanzen, die ab Januar warm und hell stehen und gegossen werden, blühen schon früh und lange. Wenn man die Rhizome erst nach den letzten Frösten einpflanzt, blühen die Pflanzen auch erst spät im Sommer. Der Standort sollte sehr hell sein. Sie vertragen volle Sonne, sollten dann aber auch regelmäßig gegossen werden.

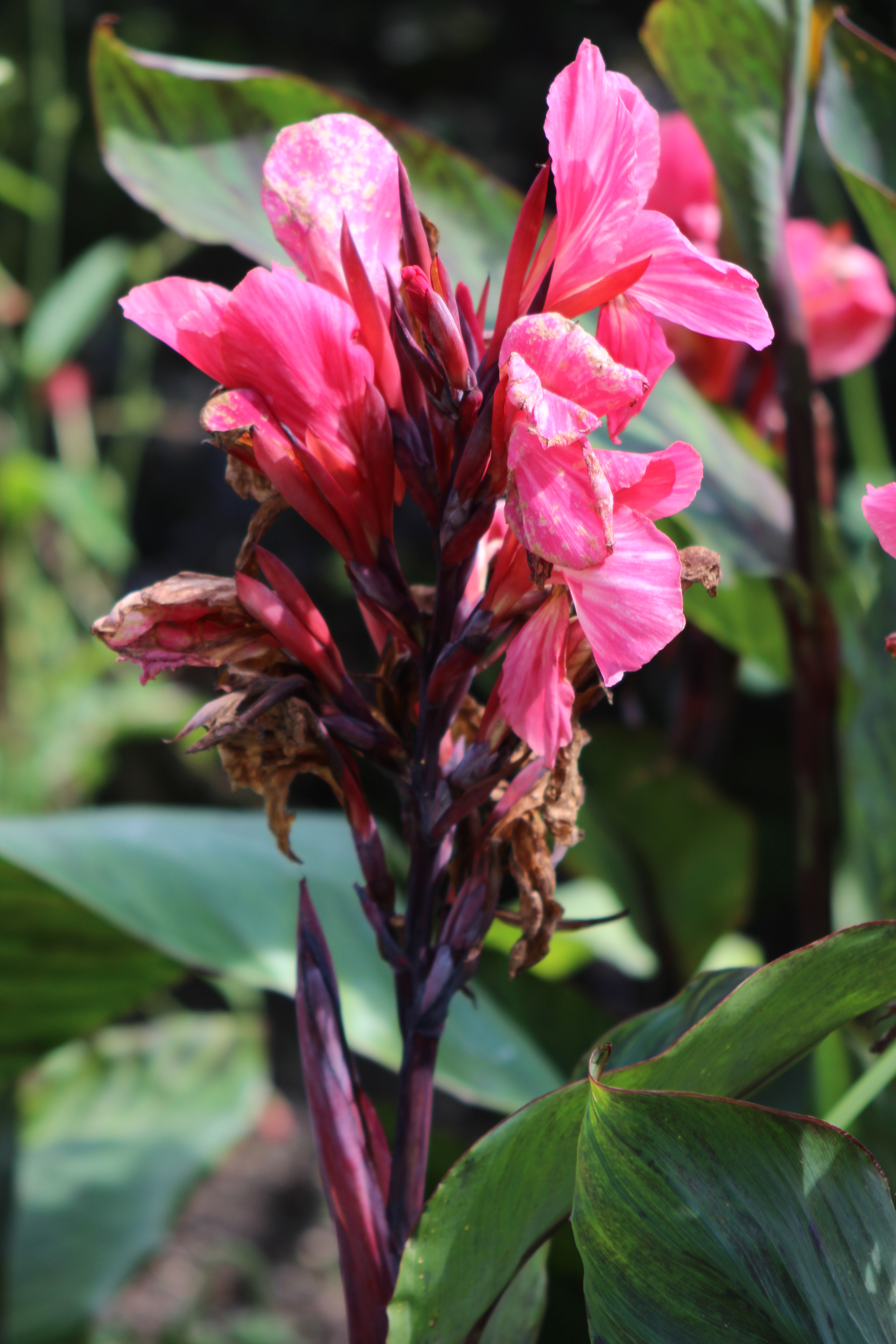
Die Canna indica Hybride 'Aphrodite'

### Sorten
Es gibt einige Zwergsorten der Canna indica, die nur Wuchshöhen von etwa 50 Zentimetern erreichen und sich für eine Topfkultur in Räumen eignen. Hier eine Auswahl solcher Zwergsorten:
- 'Alberich’ (lachsrot)
- 'Luzifer' (Blüten rot mit zartem gelbem Rand)
- 'Perkeo' (kirschrot)
- 'Puck' (gelb)

Hier eine Auswahl hochwüchsiger Sorten:
- 'Black Knight': mit weinroten Blättern und dunkelroten Blüten
- 'Miss Oklahoma': mit grünen Blättern und großen rosafarbenen Blüten
- 'President': mit grünen Blättern und roten Blüten
- 'Richard Wallace': mit grünen Blättern und gelben Blüten
- 'Tropicanna': mit gestreiften Blättern und orangen Blüten
- 'Wyoming': mit dunklen, rötlichen Blättern und leuchtend orangen Blüten

### Sonstige Nutzung
Die schwarzen Samen werden als Perlen zur Herstellung von Ketten, besonders für Rosenkränze, und in Rasseln verwendet. Medizinische Anwendungen im Human- und Veterinärbereich wurden untersucht.